# Tatjana Nazarenko
Tatjana Nazarenko (Russisch: Татьяна Назаренко) (Moskou, 1944) is een Russisch kunstenaar. 
Nazarenko werd geboren in Moskou en groeide hier ook op. Ze studeerde onder Zjilinski op het Soerikov-instituut voor de kunsten. In 1972 studeerde ze af aan de kunstacademie van Moskou. Samen met Zjilinski en Nesterova vormde ze vervolgens de linkervleugel van de Unie van Kunstenaars (MOSCh). Haar werk werd bekritiseerd door de overheid om haar manier van het afbeelden van historische gebeurtenissen waarin de "gewone" man in opstand kwam tegen de overheid. 
Net als het werk van Nesterova is het werk van Nazarenko doorspekt van folklore en clownesque motieven. Haar werken beelden veelal vrienden en gebeurtenissen uit die eenvoudig te herkennen zijn. Midden jaren 90 begon ze zich echter toe te leggen op conceptuele- en installatiekunst. Tentoonstellingen die ze in deze jaren opende eindigden vaak met performances waarbij het gehele publiek participeerde. 
Haar werk is te zien in vele collecties in Europa en de Verenigde Staten. Haar belangrijkste werken bevinden zich in de collecties van de Cremona stichting in Maryland en het Museum Ludwig in Keulen. Ze leeft en werkt in Moskou.
- Gemeinsame Normdatei: 123643430
- International Standard Name Identifier: 0000 0000 7869 6053
- Library of Congress Control Number: n78092590
- Nationale Bibliotheek van Tsjechië: jx20090609010
- Nederlandse Thesaurus van Auteursnamen: 185337821
- LIBRIS: 360525
- Union List of Artist Names: 500089102
- Virtual International Authority File: 94033562
- WorldCat: E39PBJhRFkyYYHqkG7xJjQq4v3